# Holboca
Holboca is een Roemeense gemeente in het district Iași.
Holboca telt 12538 inwoners.